# Armen Nazarjan
Armen Ljudvigi Nazarjan (armeniska: Արմեն Լյուդվիգի Նազարյան), född den 9 mars 1974 i Armenien, är en bulgarisk brottare som tog OS-guld i bantamviktsbrottning i den grekisk-romerska klassen 2000 i Sydney och OS-brons i samma viktklass 2004 i Aten. Vid brottningstävlingarna i Atlanta-OS 1996 tävlade Nazarjan för Armenien och tog då OS-guld i flugviktsklassen. I brottningstävlingarna i Peking-OS 2008 blev det ingen medalj för Nazarjan.